# Megaselia latipalpis
Megaselia latipalpis är en tvåvingeart som först beskrevs av Schmitz 1921.  Megaselia latipalpis ingår i släktet Megaselia och familjen puckelflugor. Inga underarter finns listade i Catalogue of Life.